# Anse-la-Raye
Anse-la-Raye est une ville de Sainte-Lucie, située dans le district d'Anse-la-Raye.

## Galerie

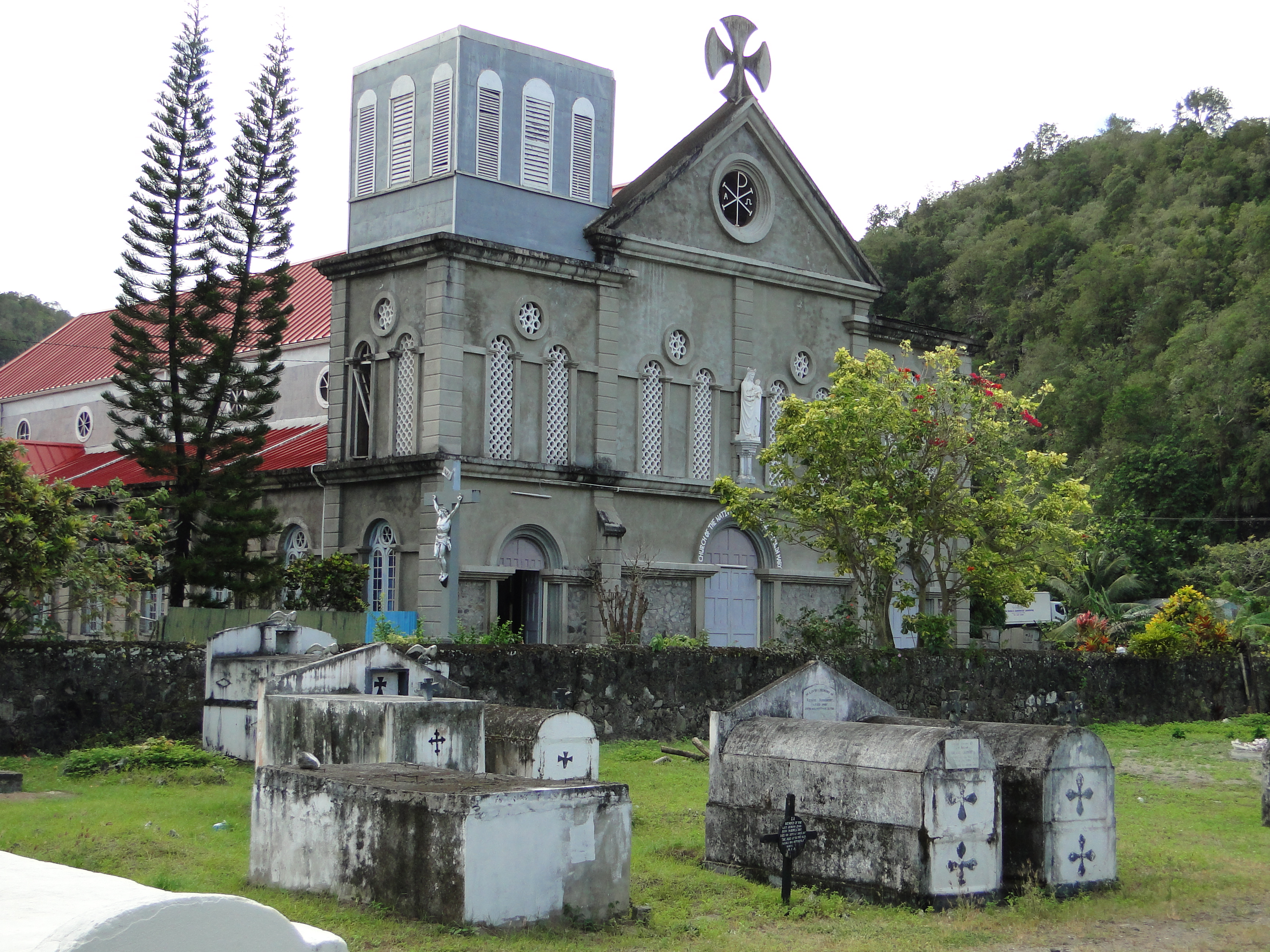
Église catholique
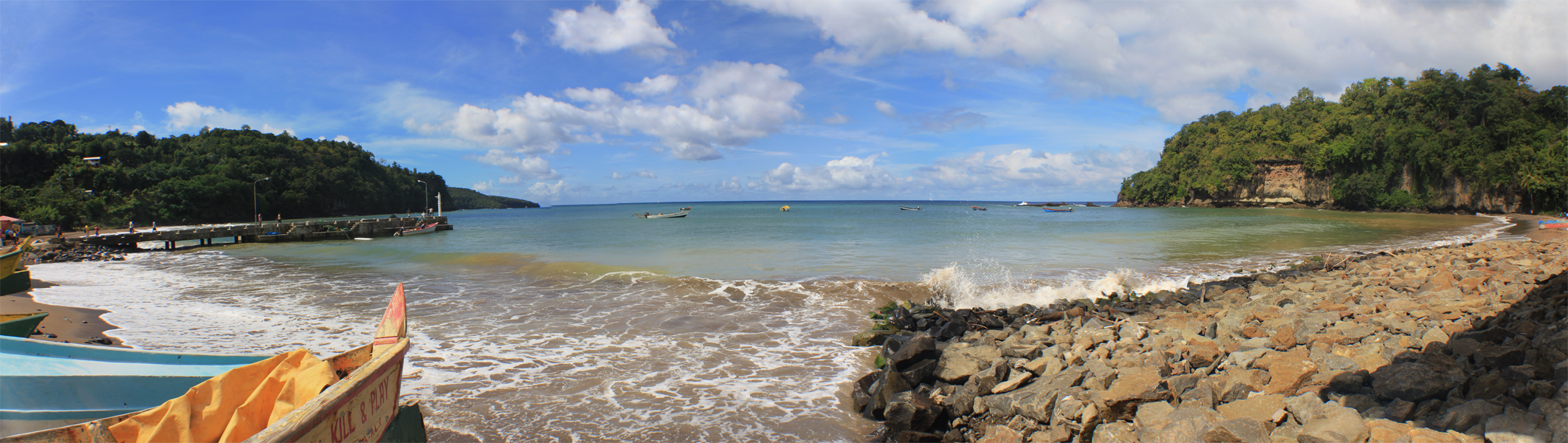
Vue de la baie
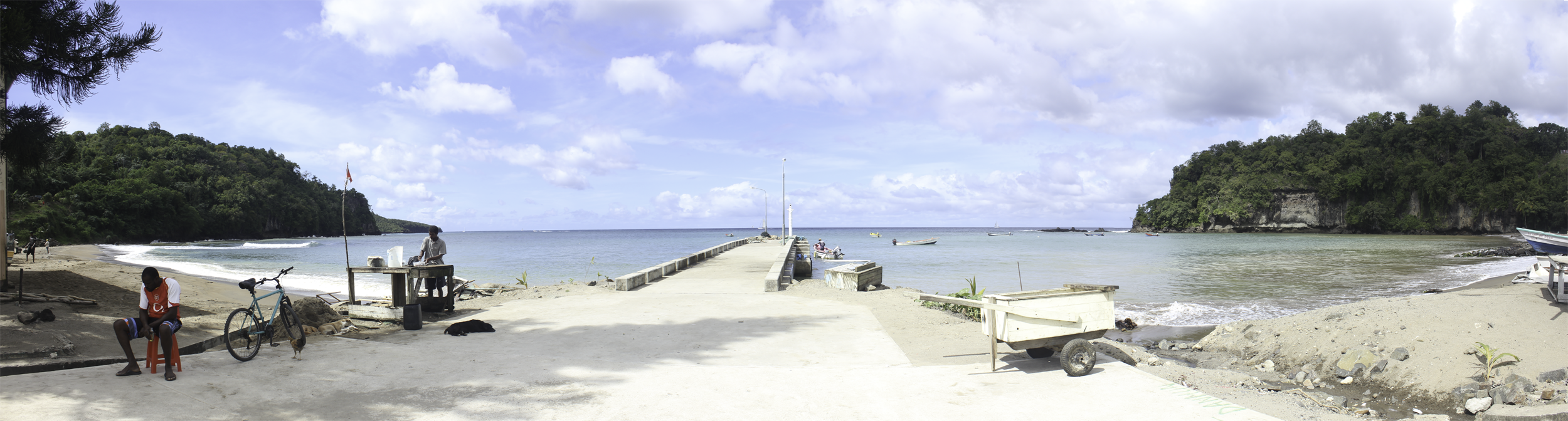
Vue de la jetée
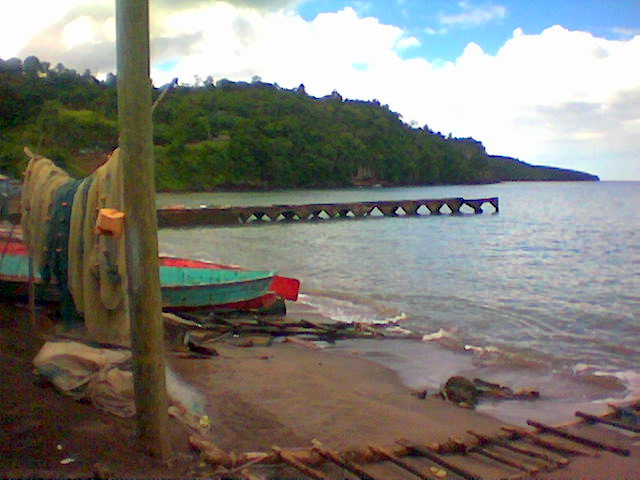
Bateaux de pêche d'Anse-la-Raye
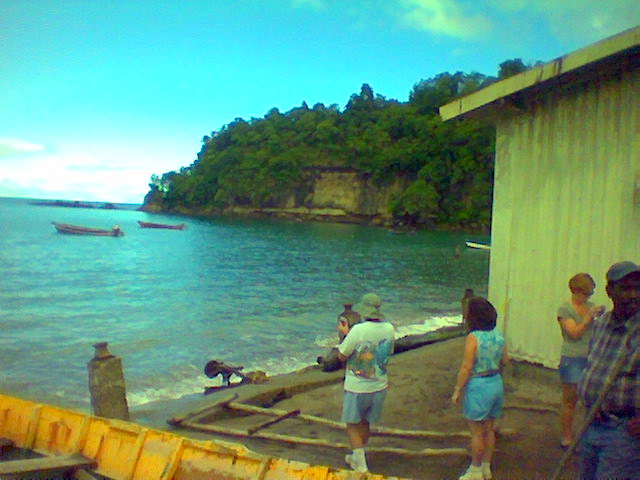
Front de mer d'Anse-la-Raye
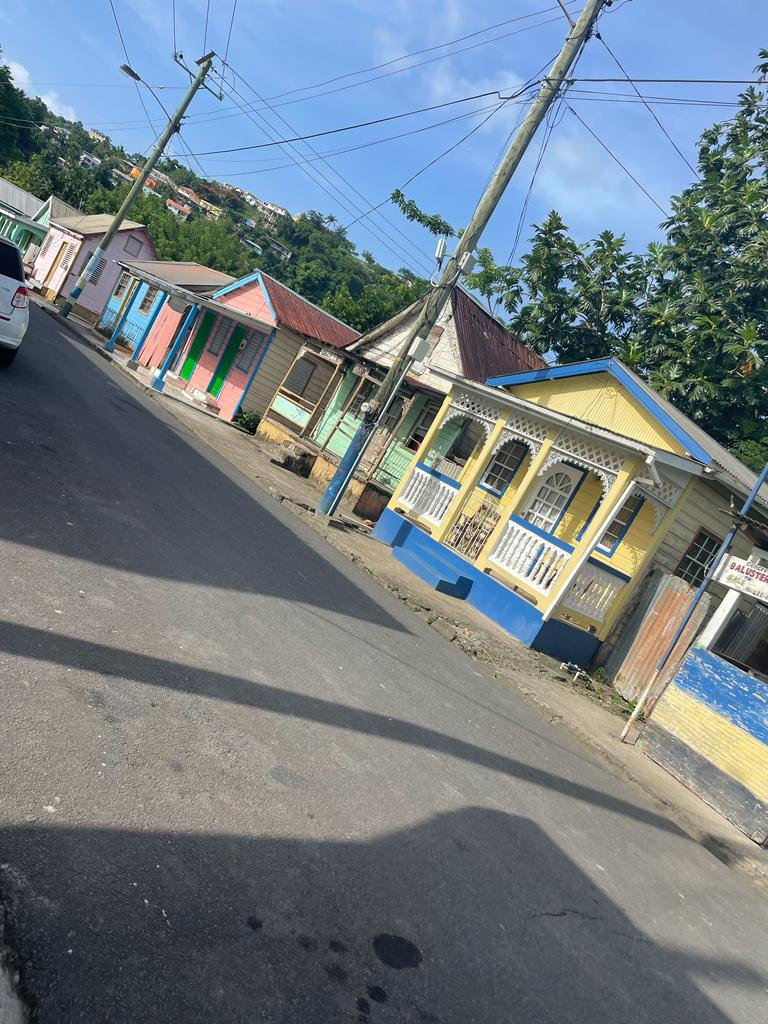
Rue d'Anse-la-Raye